# Cajetanus Březina von Birkenfeld
Cajetanus Březina von Birkenfeld (* 29. November 1709 in Prag; † 16. Februar 1776 in Osek) war Abt des Klosters Osek.

## Leben
Caietan Brezina von Birkenfeld trat 1723 in das Kloster Osek ein, legte 1731 die Ordensgelübde ab, studierte zwei Jahre Theologie in Prag und wurde 1736 Priester. Danach war er Novizen- und Küchenmeister, bis er am 4. September 1749 zum Abt gewählt wurde.
In seine Regierungszeit fiel der Siebenjährige Krieg, in dem das Stift durch häufige Einquartierungen, enorme Kontributionen und zweimalige Plünderung einen unberechenbaren Schaden erlitt. Fünfmal wurden Stiftsmitglieder als Geiseln abgeführt. Trotz dieser ungünstigen Verhältnisse ließ Abt Cajetan notwendige Neubauten aufführen, u. a. die Pfarrkirche in Alt-Ossegg und Janegg sowie die Schulen in diesen beiden Orten und in Wteln (Vtelno). In seinen letzten Lebensjahren erlebte er noch die Vorboten des Josefinismus, dessen volle Ausprägung er aber nicht mehr erlebte. Er starb am 16. Februar 1776.